# Полињано а Маре
Полињано а Маре (итал. Polignano a Mare) је насеље у Италији у округу Бари, региону Апулија.
Према процени из 2011. у насељу је живело 13356 становника. Насеље се налази на надморској висини од 32 м.

## Географија
| Клима (Полињано а Маре)    | Клима (Полињано а Маре) | Клима (Полињано а Маре) | Клима (Полињано а Маре) | Клима (Полињано а Маре) | Клима (Полињано а Маре) | Клима (Полињано а Маре) | Клима (Полињано а Маре) | Клима (Полињано а Маре) | Клима (Полињано а Маре) | Клима (Полињано а Маре) | Клима (Полињано а Маре) | Клима (Полињано а Маре) | Клима (Полињано а Маре) |
| Показатељ \ Месец          | .Јан.                   | .Феб.                   | .Мар.                   | .Апр.                   | .Мај.                   | .Јун.                   | .Јул.                   | .Авг.                   | .Сеп.                   | .Окт.                   | .Нов.                   | .Дец.                   | .Год.                   |
| -------------------------- | ----------------------- | ----------------------- | ----------------------- | ----------------------- | ----------------------- | ----------------------- | ----------------------- | ----------------------- | ----------------------- | ----------------------- | ----------------------- | ----------------------- | ----------------------- |
| Средњи максимум, °C (°F)   | 11,0 (51,8)             | 12,7 (54,9)             | 14,5 (58,1)             | 19,1 (66,4)             | 23,4 (74,1)             | 29,8 (85,6)             | 33,6 (92,5)             | 32,1 (89,8)             | 24,1 (75,4)             | 18,5 (65,3)             | 12,6 (54,7)             | 9,4 (48,9)              | 33,6 (92,5)             |
| Средњи минимум, °C (°F)    | 4,1 (39,4)              | 4,9 (40,8)              | 5,6 (42,1)              | 6,8 (44,2)              | 11,7 (53,1)             | 16 (61)                 | 17,7 (63,9)             | 18,3 (64,9)             | 12,4 (54,3)             | 9,6 (49,3)              | 5,7 (42,3)              | 2,5 (36,5)              | 2,5 (36,5)              |
| Количина падавина, mm (in) | 9,15 (3,602)            | 56,65 (22,303)          | 208,04 (81,906)         | 90,43 (35,602)          | 59,19 (23,303)          | 29,97 (11,799)          | 0 (0)                   | 3,05 (1,201)            | 72,64 (28,598)          | 79,01 (31,106)          | 75,07 (29,555)          | 133,59 (52,594)         | 816,79 (321,569)        |
| [ тражи се извор ]         |                         |                         |                         |                         |                         |                         |                         |                         |                         |                         |                         |                         |                         |

## Становништво
| 1931.  | 1936.  | 1951.  | 1961.  | 1971.  | 1981.  | 1991.  | 2001.  | 2011.  |
| ------ | ------ | ------ | ------ | ------ | ------ | ------ | ------ | ------ |
| 10.273 | 10.884 | 13.153 | 13.881 | 13.662 | 14.759 | 15.849 | 16.367 | 17.567 |